# Staatsbesuch von Erich Honecker in Frankreich

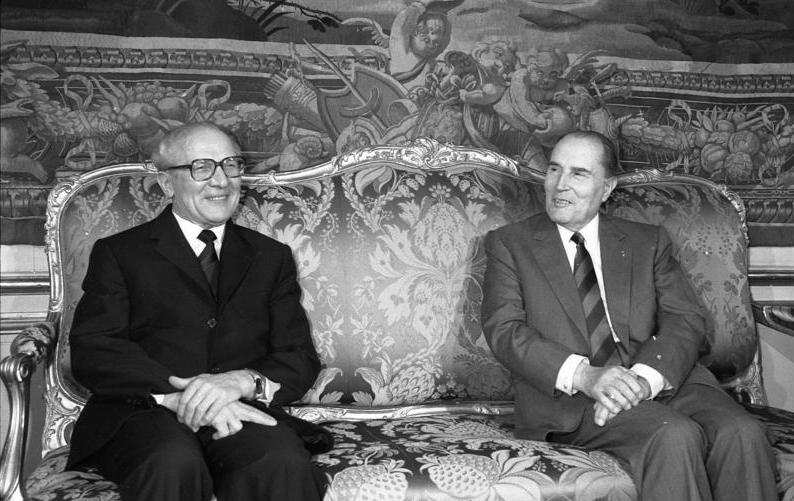
Erich Honecker und François Mitterrand

Der Staatsbesuch von Erich Honecker in Frankreich fand vom 7. bis 9. Januar 1988 statt. Es war der einzige Besuch eines DDR-Staatsoberhauptes bei einer der drei alliierten westlichen Siegermächte.

## Vorgeschichte
Die verantwortlichen Politiker der DDR hatten stets ein positiveres Verhältnis zu Frankreich als zu anderen westlichen Ländern, wie Großbritannien, den USA oder der Bundesrepublik Deutschland. Walter Ulbricht, Erich Honecker, Hermann Axen und andere hatten in der NS-Zeit zeitweise in der Emigration in Frankreich gelebt. Auch trat die französische Politik grundsätzlich offener gegenüber den realsozialistischen Ländern auf als andere westliche Staaten.
Seit 1949 gab es verschiedene Wirtschafts- und kulturelle Kontakte zwischen beiden Ländern. 1973 wurden offizielle diplomatische Beziehungen aufgenommen. Danach intensivierte sich der Austausch. 1978 gab es 137 Partnerschaften zwischen Städten und Gemeinden beider Länder, was für die DDR mit westlichen Ländern sonst nicht üblich war. Erich Honecker fuhr einen Citroën CX, den er 1978 vom Firmenchef Raymond Ravenel persönlich geschenkt bekommen hatte. Zahlreiche bekannte Künstler gastierten im jeweils anderen Land. 1980 wurde ein Kulturabkommen abgeschlossen, seit 1983 und 1984 gab es Kulturzentren in Paris und Ost-Berlin, was die DDR mit keinem anderen westlichen Land hatte.
Der sozialistische Präsident François Mitterrand wollte bei den bevorstehenden Wahlen wiedergewählt werden und hoffte durch den Besuch auch, einige kommunistische Wähler zusätzlich für sich zu gewinnen. Auch ging es beiden Ländern um eine stärkere Abgrenzung zur Bundesrepublik Deutschland.
Für Erich Honecker war die Reise nach Frankreich ein weiterer Erfolg in seinem Bemühen um die internationale Aufwertung der DDR, nachdem er vorher schon in anderen wichtigen westlichen Ländern wie Österreich, Japan, Italien, Schweden, den Niederlanden, der Bundesrepublik Deutschland und Belgien gewesen war. Außerdem hatte er 1935 einige Zeit in der Emigration in Paris gelebt.

## Delegation der DDR
Zur DDR-Delegation gehörten:
- Erich Honecker, Vorsitzender des Staatsrates
- Günter Mittag, stellvertretender Vorsitzender des Staatsrates und ZK-Sekretär für Wirtschaft
- Oskar Fischer, Außenminister
- Gerhard Beil, Minister für Außenhandel
- Günter Sieber, Leiter der Abteilung für internationale Verbindungen beim ZK der SED
- Frank-Joachim Herrmann, Leiter der Kanzlei des Vorsitzenden des Staatsrates
- Alfred Marter, Botschafter der DDR in Frankreich

## Verlauf

### 7. Januar
Am Donnerstag, den 7. Januar landete das Regierungsflugzeug der Interflug IL 62 M kurz vor 16 Uhr auf dem Flughafen Paris-Orly. Dort wurde Erich Honecker vom französischen Präsidenten François Mitterrand an der Gangway begrüßt.
Danach fuhr die Delegation begleitet von einer großen Eskorte von 42 Krädern in die Innenstadt.

„Einträchtig wehten auf der Prachtstraße der französischen Hauptstadt gleich hundertfach die Trikolore und die schwarzrotgoldene Staatsflagge der DDR  (...) nebeneinander – drei Tage boten die Champs-Élysées letzte Woche ein noch nie dagewesenes Bild. (...) 132 in farbenprächtige historische Uniformen gehüllte Reiter der Republikanischen Garde eskortierten den SED-Chef mit gezogenem Säbel und Musike vom Invalidendom zu seinem Quartier im Gästehaus des Präsidenten direkt neben dem Élysée-Palast.“

Präsident Mitterrand empfing Erich Honecker anschließend zu einem ersten offiziellen Gespräch im Élysée-Palast. Danach lud er zu einem festlichen Abendessen mit etwa 150 geladenen Gästen.

### 8. Januar
Am Morgen des 8. Januar legte die DDR-Delegation Kränze am Grabmal des unbekannten Soldaten am Arc de Triomphe nieder.
Am Vormittag wurde Erich Honecker vom Premierminister und Pariser Bürgermeister Jacques Chirac im Rathaus der Hauptstadt empfangen.
Er empfing den Außenminister Jean-Bernard Raimond in seiner Residenz, im Hôtel de Marigny. Anschließend lud Premierminister Jacques Chirac zu einem festlichen Bankett mit über 100 Gästen in das Palais des Außenministeriums am Quai d’Orsay.
Am Nachmittag empfing Erich Honecker den ehemaligen Premierminister Raymond Barre, dem er für dessen Engagement für die Verbesserung der Beziehungen zwischen beiden Ländern dankte. Er besuchte auch den Präsidenten des Senats Alain Poher in dessen Amtssitz, dem Palais du Luxembourg.
Der ZK-Sekretär für Wirtschaftsfragen Günter Mittag führte mehrere Gespräche mit wichtigen Vertretern der französischen Wirtschaft.
Am Abend gab es eine letzte Begegnung von Erich Honecker mit Präsident Mitterrand. Danach besuchte die Delegation in Begleitung vom Minister Alain Juppé eine Sondervorstellung des bekannten Pantomimen Marcel Marceau im Théâtre des Champs-Élysées.

### 9. Januar
Am Vormittag des 9. Januar ehrte die DDR-Delegation auf dem Friedhof Père-Lachaise die Widerstandskämpfer des Zweiten Weltkriegs und die Gefallenen der Pariser Kommune von 1871.
Danach empfing Erich Honecker den Vorsitzenden der Sozialistischen Partei Lionel Jospin, den Vorsitzenden der Kommunistischen Partei Georges Marchais, sowie Vertreter der Gesellschaft DDR-Frankreich in seiner Residenz im Hõtel de Marigny.
Anschließend wurde die Delegation zu einem Mittagessen auf dem Eiffelturm eingeladen. Als letztes besichtigte sie das Schloss Versailles und wurde durch den Garten gefahren.
Am Nachmittag wurde die DDR-Delegation auf dem Flughafen Paris-Orly von der Staatssekretärin Nicole Catala verabschiedet und flog zurück nach Schönefeld.

## Nachwirkungen

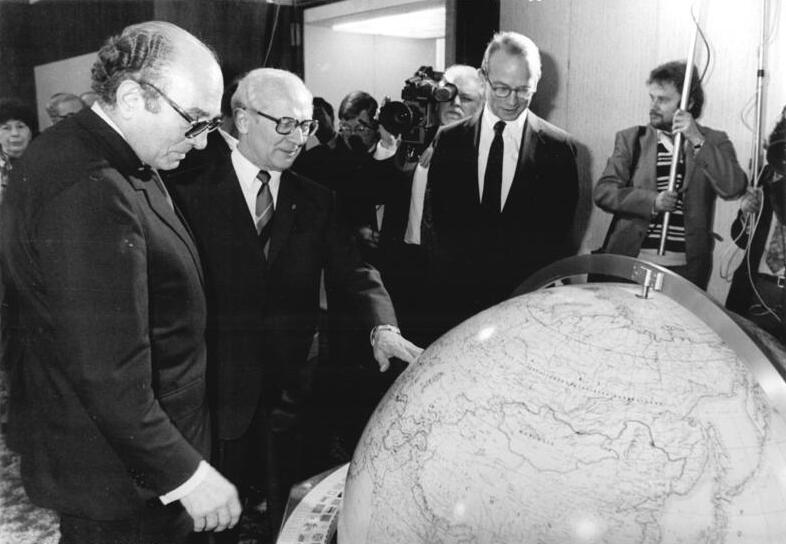
Erich Honecker zeigt Bundeswirtschaftsminister Otto Graf Lambsdorff den Globus, den er von Präsident François Mitterrand erhalten hatte

Es gab keine konkreten Ergebnisse der Gespräche. Wichtig war für beide Seiten der Besuch als diplomatisches Ereignis.
Für Erich Honecker war dieses der vorletzte Staatsbesuch in einem wichtigen westlichen Land. Die angestrebte Reise in die USA kam nicht mehr bis zu seiner Absetzung im Herbst 1989 zustande.